# Coenypha trapezium
Espèce
Coenypha trapezium est une espèce d'araignées aranéomorphes de la famille des Thomisidae.

## Distribution
Cette espèce se rencontre en Argentine dans la province de Neuquén et au Chili dans les régions de Valparaíso et de Santiago,.

## Description
La femelle holotype mesure 7,54 mm et le mâle paratype 4,58 mm.

## Systématique et taxinomie
Cette espèce a été décrite par Machado et Grismado en 2023.

## Publication originale
- Machado, Previato, Grismado & Teixeira, 2023 : « Taxonomic review of the Andean crab spiders genus Coenypha Simon, 1895 (Thomisidae: Stephanopinae). » Zootaxa, no 5306(3), p. 301-330.